# Blanzay
Blanzay is een gemeente in het Franse departement Vienne (regio Nouvelle-Aquitaine) en telt 833 inwoners (2004). De plaats maakt deel uit van het arrondissement Montmorillon.

## Geschiedenis
In 1820 werd Blanzay uitgebreid met de voormalige gemeente Villaret.

## Geografie
De oppervlakte van Blanzay bedraagt 35,0 km², de bevolkingsdichtheid is 23,8 inwoners per km².

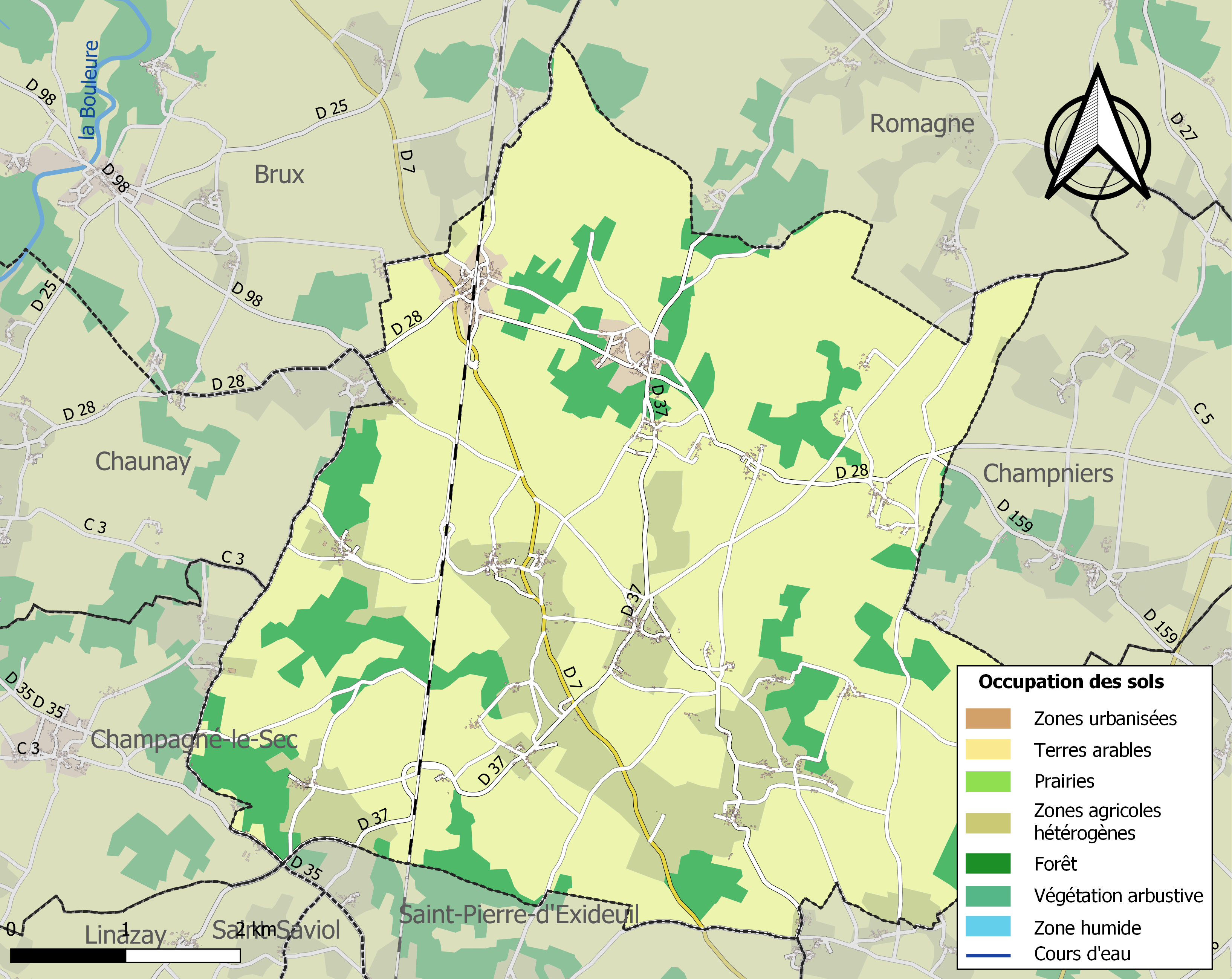
Kaart van de gemeente met de belangrijkste infrastructuur, bodemgebruik en omliggende gemeenten

## Verkeer en vervoer
In de gemeente ligt de spoorweghalte Épanvilliers.

## Demografie
Onderstaande figuur toont het verloop van het inwonertal (bron: INSEE-tellingen).